# Фролов, Михаил Александрович
Михаи́л Алекса́ндрович Фроло́в (1922—1991) — советский учёный, профессор, доктор технических наук, ректор Новочеркасского политехнического института с 1964 по 1974 годы.

## Биография
Родился 22 ноября 1922 года в хуторе Новодонецком Милютинского района в многодетной семье (среди пятерых детей он был старшим).
После окончания школы на «отлично» — в 1939 году поступил на горный факультет Новочеркасского индустриального института. Был секретарем комсомола горного факультета, председателем студенческого профкома, секретарем комитета комсомола сначала Новочеркасского (НПИ), а потом Томского индустриального института, куда в 1942 году был эвакуирован новочеркасский ВУЗ.
Летом 1943 года М. А. Фролов в составе добровольческого батальона отправляется на фронт. В декабре 1943 года во время выполнения боевого задания Фролов был тяжело ранен. Два года он провёл в госпиталях и в 21 год стал инвалидом — ему ампутировали ногу.Выйдя из госпиталя, Михаил Александрович вернулся в родной институт, который окончил в 1947 году и был оставлен в нём в должности ассистента. С этих пор вся дальнейшая его жизнь была связана с родным ВУЗом.
В 1948 году Фролов — секретарь комитета комсомола НПИ, в 1951 году одновременно с институтским комсомолом возглавлял и комсомольскую организацию города Новочеркасска. Более 10 лет он избирался депутатом областного и городского Советов народных депутатов, много лет был членом партийного комитета НПИ, дважды возглавлял его. Неоднократно избирался членом областного и городского комитетов партии.
С 1956 года Фролов был заведующим кафедрой «Рудничная вентиляция и техника безопасности» горно-гологического факультета Новочеркасского политехнического института. В 1967 году кафедра была преобразована в кафедру «Промышленная аэрология и охрана труда».
Михаил Александрович Фролов, будучи заведующим кафедры, неоднократно избирался и переизбирался деканом факультета (1953−1959 и 1981−1987 годы), был проректором по учебной работе (1963−1964 годы), ректором института (1964—1974 годы).
Умер в 30 апреля 1991 года, похоронен в Новочеркасске.

## Научная деятельность

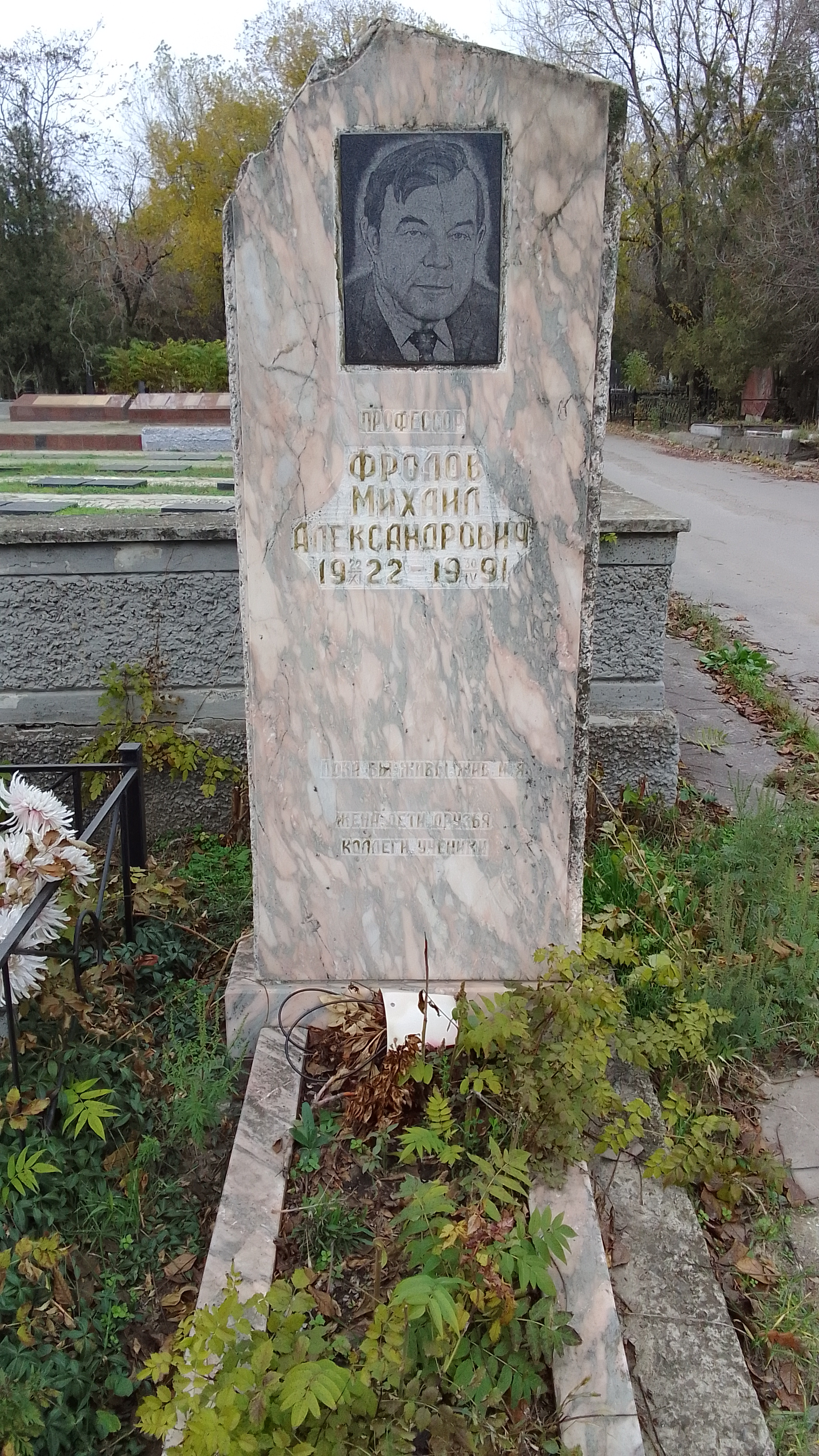
Памятник на могиле профессора М. А. Фролова

Под руководством Фролова была создана проблемная опытно-экспериментальная лаборатория, в которой работали более 30 штатных научных сотрудника и вспомогательного персонала. К проведению научных исследований широко привлекались студенты. При кафедре было создано студенческое научное общество (СНО). По результатам научных исследований под руководством Михаила Александровича защищены 24 кандидатских диссертации. Он является автором 12 монографий, более 170 научных статей, имеет 14 авторских свидетельств на изобретение.
М. А. Фролов в 1981 году разработал целевую комплексную научно-техническую программу «Уголь» — «Создание новых и совершенствование существующих технологий и механизаций разработки весьма тонких пластов Донбасса», добился её признания и финансирования на Федеральном уровне, привлёк к её выполнению шесть кафедр института и Шахтинский филиал Новочеркасского политехнического института и был её научным руководителем до конца своих дней. Многие бывшие сотрудники, аспиранты и студенты, принимавшие участие в работе кафедры и проведении научных исследований, прошедшие школу кафедры под руководством Михаила Александровича, стали видными учёными и крупными руководителями производства в угольной промышленности.

## Награды
- Награждён орденами Отечественной войны 2-й степени, Октябрьской Революции и Знак Почёта, а также многими медалями и знаками «Шахтёрская слава» 3-х степеней.

## Память

Памятная доска на Главном корпусе ЮРГПУ (НПИ)

- На главном корпусе ЮРГТУ (НПИ) Фролову М. А. установлена мемориальная доска: «Здесь с 1947 по 1991 г. работал профессор М. А. Фролов, ректор НПИ с 1964 по 1974 г., внес большой вклад в строительство и развитие института».[2]
- На корпусе горно-геологического факультета ЮРГТУ (НПИ) установлена мемориальная доска: «Здесь учился и работал проф. Фролов М. А., декан факультета (1954-59 и 1980-87 гг.), ректор НПИ (1964-74 гг.), зав. кафедрой промаэрологии и охраны труда (1956-88 гг.), видный учёный в области рудничной аэрологии».[2]